# Laze pri Borovnici
Laze pri Borovnici – wieś w Słowenii, w gminie Borovnica. W 2018 roku liczyła 266 mieszkańców.